# Susan Wooldridge
Susan Wooldridge (Londra, 31 luglio 1950) è un'attrice e scrittrice britannica.

## Biografia
Figlia dell'attrice Margaretta Scott e del compositore John Wooldridge, Susan ha avviato la sua carriera nel 1971, ma il suo primo ruolo di maggiore rilievo è nella serie del 1984 The Jewel in the Crown, grazie al quale ha ricevuto una candidatura ai BAFTA ed ha vinto un ALVA Award. Nel 1988 ha vinto un BAFTA per la migliore attrice non protagonista per la sua interpretazione in Anni '40.

## Filmografia

### Cinema
- Loyalties, regia di Anne Wheeler (1987)
- Anni '40 (Hope and Glory), regia di John Boorman (1987)
- Come fare carriera nella pubblicità (How to Get Ahead in Advertising), regia di Bruce Robinson (1989)
- Bye Bye Blues, regia di Anne Wheeler (1989)
- Occhi nel buio (Afraid of the Dark), regia di Mark Peploe (1991)
- Come una donna (Just Like a Woman), regia di Christopher Monger (1992)

### Televisione
- Napoleon and Love - serie TV, 2 episodi (1974)
- John Macnab – serie TV, 3 episodi (1976)
- The Dick Francis Thriller: The Racing Game – serie TV, 2 episodi (1979)
- Valle di luna (Emmerdale) - serial TV, 2 episodi (1982)
- Rep - serie TV, 4 episodi (1982)
- The Jewel in the Crown – miniserie TV, 3 episodi (1984)
- Hay Fever – film TV (1984)
- La corsa al Polo (The Last Place on Earth) – miniserie TV, 4 puntate (1985)
- Tickle on the Tum – serie TV, 7 episodi (1984-1987)
- In due si ama meglio (A Fine Romance) – serie TV, 2 episodi (1989)
- The Ruth Rendell Mysteries – serie TV, 2 episodi (1992)
- All Quiet on the Preston Front – serie TV, 10 episodi (1994-1995)
- Underworld – serie TV, 6 episodi (1997)
- The Courtroom – serie TV, 4 episodi (2004)
- Pinochet's Last Stand – film TV (2006)
- Doctors – serial TV, 9 episodi (2009-2016)
- Lewis – serie TV, 2 episodi (2014)
- La guerra dei mondi (The War of the Worlds) – miniserie TV, 2 episodi (2019)
- Kaos – serie TV, 7 episodi (2024)